# RIMPAC

Nations participant au RIMPAC :
Pays hôte
Participants actuels
Observateurs actuels
Anciens participants
Anciens observateurs

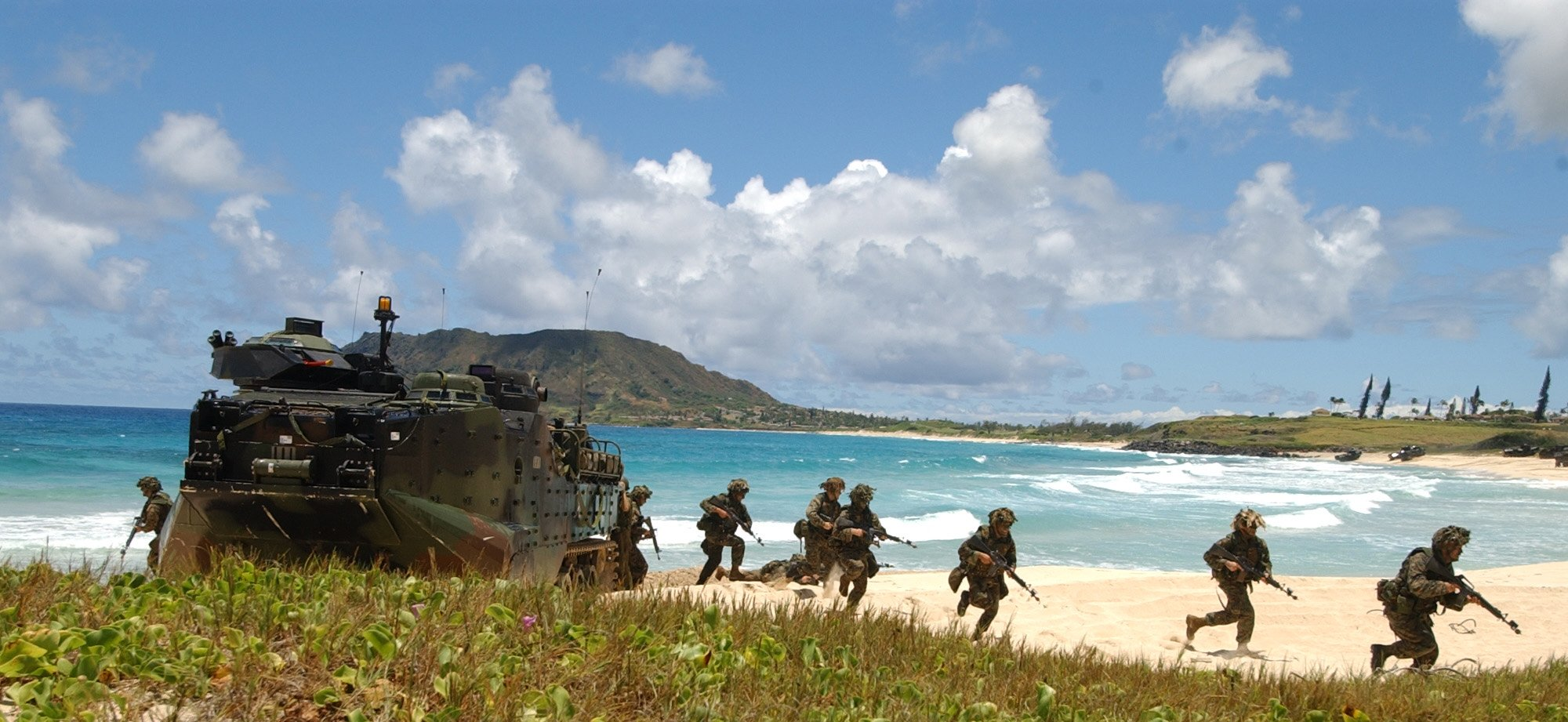
US Marines débarquant d'un AAV-7A1 lors du RIMPAC 2004.

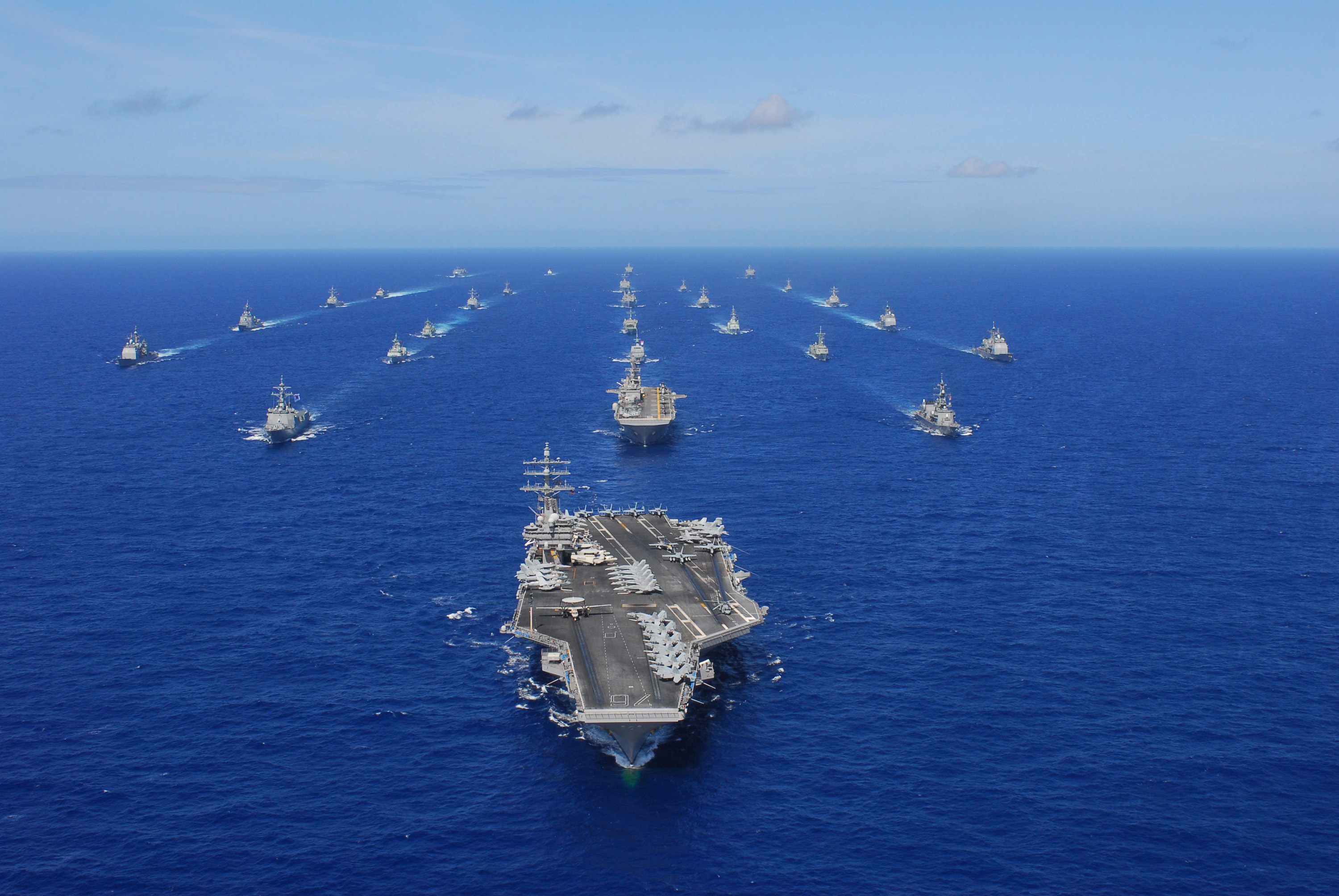
RIMPAC 2010 avec l' au premier plan.

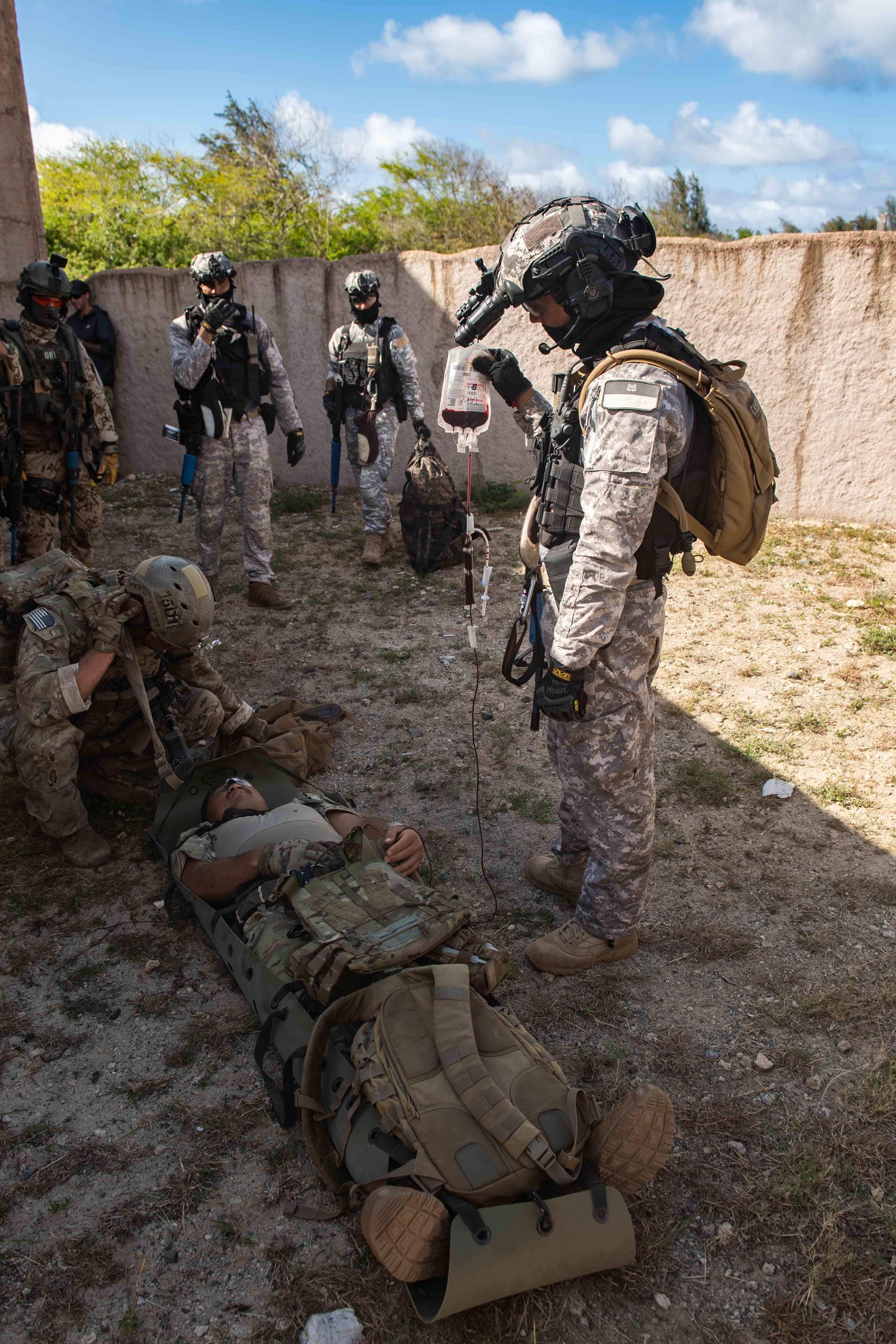
Un MARCOS de la marine indienne en 2017.

Rim of the Pacific Exercise (RIMPAC; Exercice du Pacific Rim) est un exercice militaire réalisé tous les deux ans par différentes marines nationales sous la direction de l'United States Pacific Command (Commandement du Pacifique, PACOM) au large de Hawaï, aux États-Unis.

## Histoire et nations participantes
Le premier exercice s'est tenu en 1971 et a impliqué l'Australie, le Canada, la Nouvelle-Zélande, le Royaume-Uni et les États-Unis.
La Russie a pour la première fois participé aux exercices en 2012 en envoyant un groupe de navires de la Flotte du Pacifique à Pearl Harbor.
La République populaire de Chine participe elle pour la première fois en 2014 lors des manœuvres impliquant 23 pays au total.
La France participe en 2014 avec le Prairial (frégate), le Bougainville (A622) en 2020 et en 2024 avec le Bretagne (frégate).

## Objectifs et expérimentations
Le but de ces exercices est de faire face à des conflits potentiels nécessitant d'importants moyens selon le département de la Défense des États-Unis, tels qu'une invasion de Taïwan par l'Armée populaire de libération ou encore une agression nord-coréenne contre la Corée du Sud, les États-Unis et le Japon.
Ces exercices sont par ailleurs l'occasion d'utiliser de nouveaux navires et de nouvelles technologies ainsi que de mettre en scène des naufrages et l'utilisation de torpilles.

## Culture populaire
- L'invasion alien dans le film Battleship se déroule en plein exercice RIMPAC de 2012.